# Alsóváros (Szeged)
Az Alsóváros Szeged egyik városrésze.

## Története
Szeged-Alsóváros a 11. század elején települt be. A városrészt a középkorban Alszegednek hívták. Szeged-Alsóváros nevével oklevélben, Alsóváros néven említve, először 1359-ben I. Lajos (Nagy Lajos) király uralkodása idején, majd később már, bíróválasztása kapcsán, 1412-ben Luxemburgi Zsigmond király uralkodása idején találkozhatunk.
A török hódoltság idején Alsóváros volt a magyar lakosság központja; a szegedi várban és Szeged Palánk nevű részében túlnyomórészt törökök és délszláv betelepülők éltek. A városrész életében fontos szerepet játszottak a ferencesek és a református prédikátorok a török korban. Népi hagyományai a távoli múltból sok emléket megőriztek. A Szegeddel szomszédos Tápéval együtt egyik néprajzi színfolt mindmáig Szeged-Alsóváros.
Alsóvároson napsugaras házak találhatók. A szegedi tájon a homlokzatok jellegzetes díszítőeleme a napsugárnak, régebben „istenszöm”-nek nevezett deszkaorom. A padláslyuk a szem, és abból áradnak szerte háromszögben a sugarak. A nagy árvíz utáni újjáépítés alkalmával elsősorban Alsóvároson épültek napsugaras díszítésű házak, amelyek aztán a város több területén (köztük Móraváros, Felsőváros) és az egész szegedi nagytájon elterjedtek, ahová Szeged népfölöslege kirajzott. Árvíz előtt épült napsugaras oromzatú házat ma már nem láthatunk sajnos, mert soká vonult le Alsóvárosról a Tisza vize a 40-50 méteres agyagréteg miatt, amely a városrész alatt van, s így a vízben elkorhadt a fából készült oromzat.
Alsóváros a magyarságra jellemző népéleti sajátosságokat a legutóbbi időkig megőrizte. Többek között az alsóvárosi népi életet is behatóan tanulmányozta az Alsóvárosban, a Pálfy utcában született Bálint Sándor néprajztudós, aki sokat írt a városrészről, annak lakóiról.
Alsóvároson van a szegedi vasútállomás, a Műjégpálya, a Pick Szalámigyár, a Délmagyarország című napilap sajtóháza, és a Szegedi Tudományegyetem Juhász Gyula Pedagógusképző karának több tanszéke, és az Egyetemi Sportközpont.

## Napsugárdíszes Eurázsia

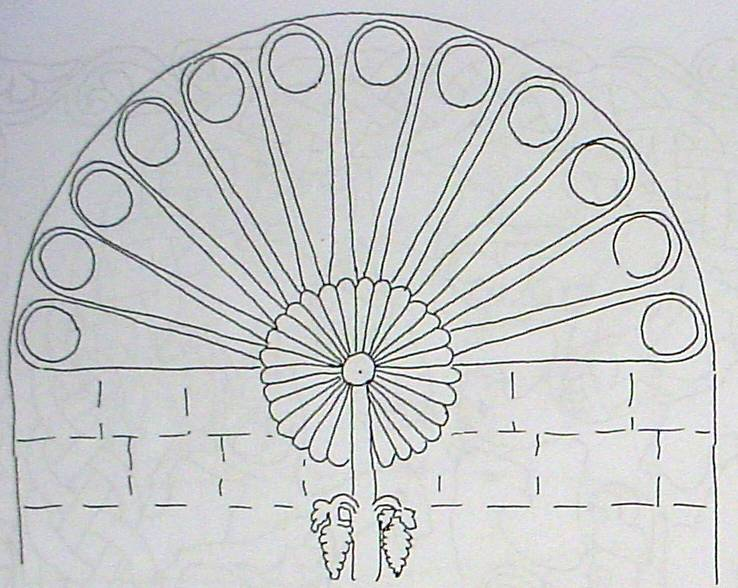
Napsugaras homlokzatdísz Grúziából, Mszhetából, a templom homlokzatáról

A legtöbb napsugárdíszes ház Szeged-Alsóvároson található. Innen elterjedt a tanyavilágba és a szegediek széttelepülésével az egész délvidékre. De Magyarországon másutt is előfordulnak, sőt, igen gazdag az elterjedése Eurázsiában is. Püspökladányon is megfigyelhető. Források említik előfordulását a Kaukázusban és Szibériában is (Mszheta, Tyumeny).

## Országos műemléke, a Szeged-alsóvárosi templom

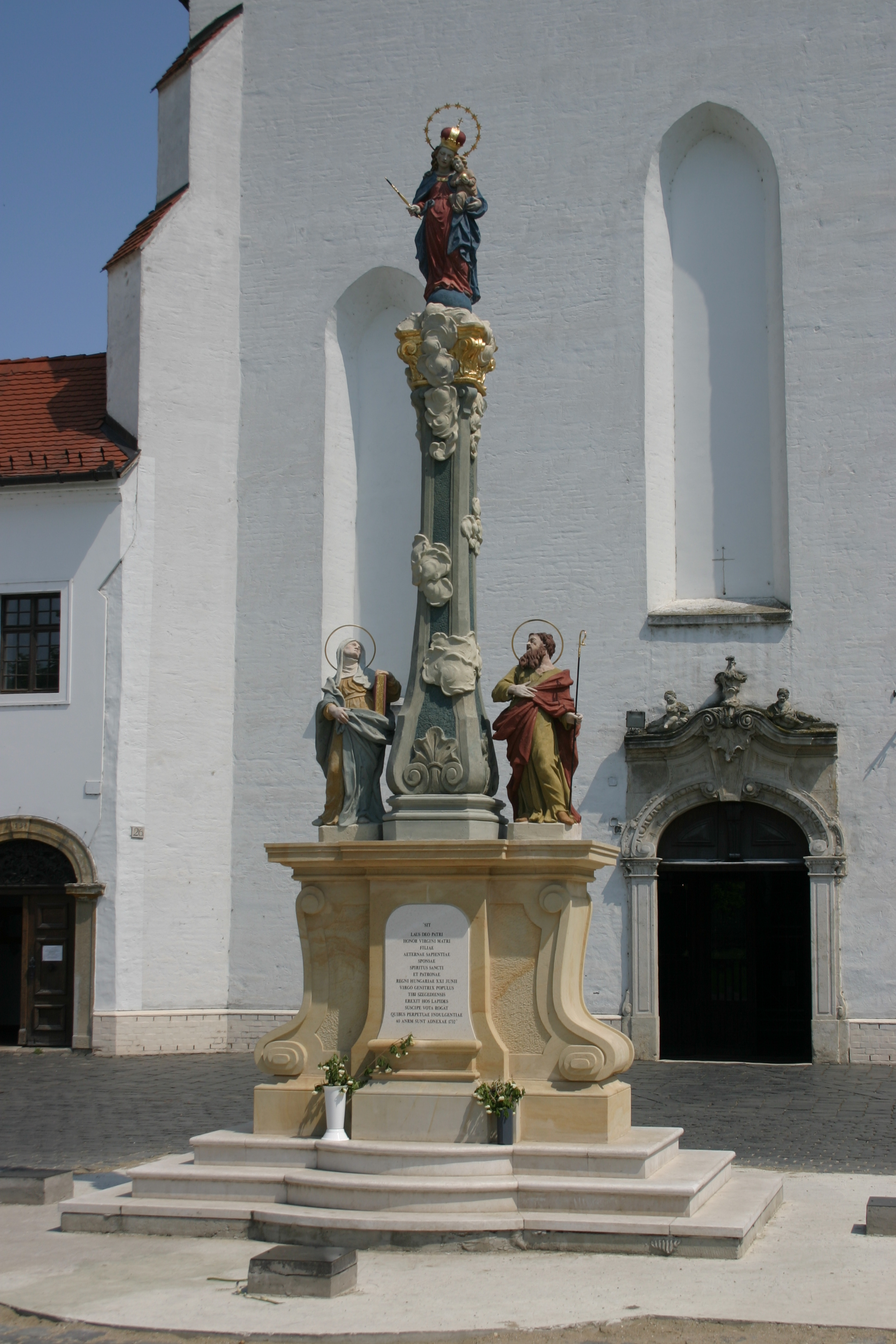
Szűz Mária, Magyarország védőszentje (Mária-oszlop)

A Dél-Alföld legnagyobb műemléke a Szeged-alsóvárosi templom. Az első templomot a 12. század második felében Szent Péter tiszteletére emelték. Ezt a templomot a ferencesek a 15. század folyamán átépítették, kibővítették. Hunyadi János és Hunyadi Mátyás király erősen támogatta a ferences rendet. 1503-ban szentelték fel az új templomot Havas Boldogasszony tiszteletére. A templom búcsúja (augusztus 5.) országszerte ismert. Építésében fontos szerepet játszott János testvér, akinek a nevéhez mintegy 30 templom építése is kapcsolható. Legismertebb alkotásai a három testvér-templom: a kolozsvári Farkas utcai, a Nyírbátoron látható csarnoktemplom (ma református templom) és a Szeged-alsóvárosi templom. A török hódoltság idején Alsóváros volt a magyar lakosság központja; a szegedi várban és Szeged Palánk nevű részében túlnyomórészt törökök és délszláv betelepülők éltek. A templom a magyarországi Mária-kegyhelyek egyike ma is, fontos búcsújáróhely.
Oltárát egy gazdag dalmata kereskedő, Saracs György ácsoltatta 1720 körül. Ugyanő 500 aranyat hagyott a templomra az oltár aranyozása céljából. Lányával, Siskovics Andrásnéval az oltár alatti kriptában vannak eltemetve.

## Képek

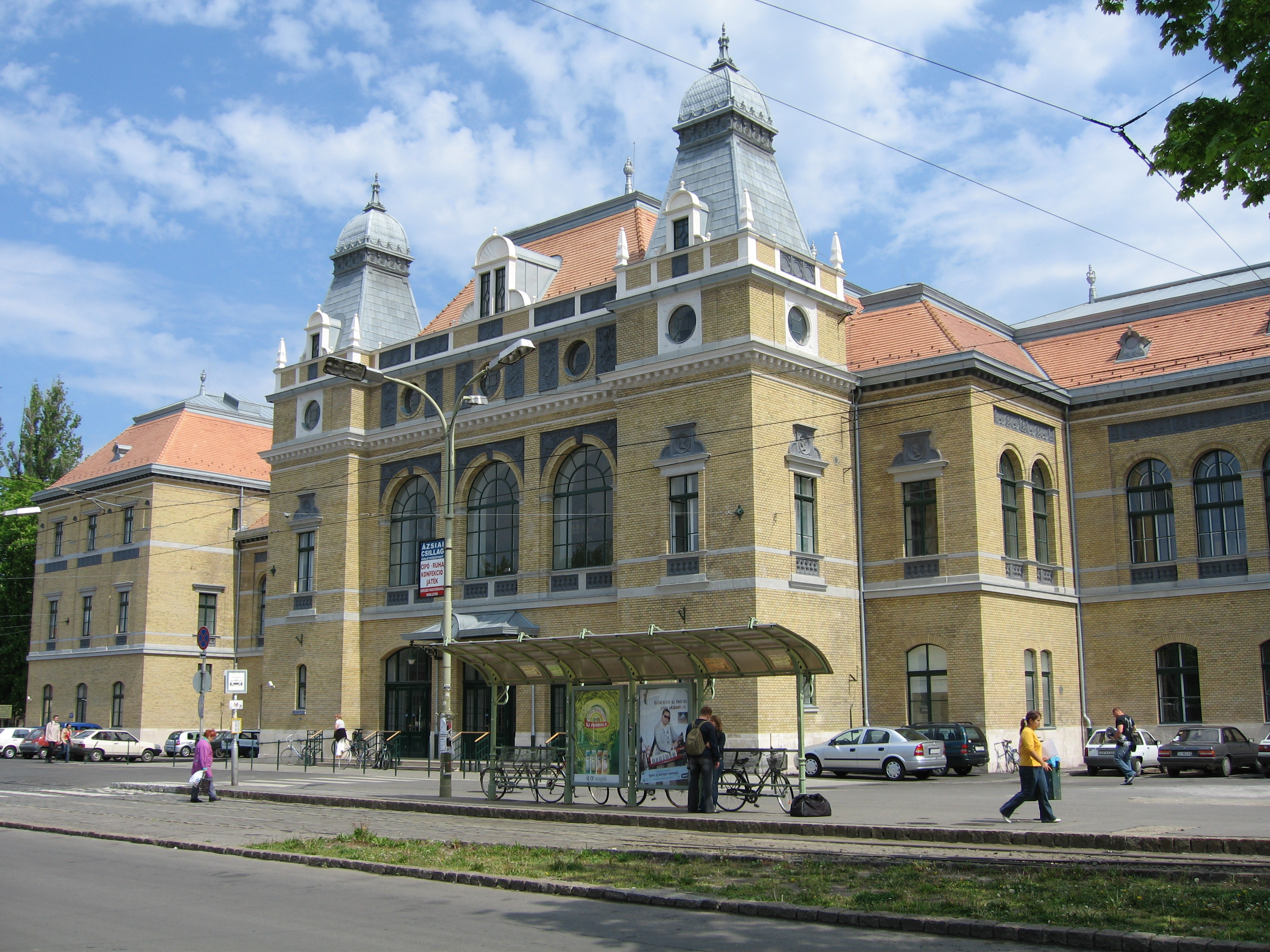
Szeged vasútállomás, a „Nagy Állomás”
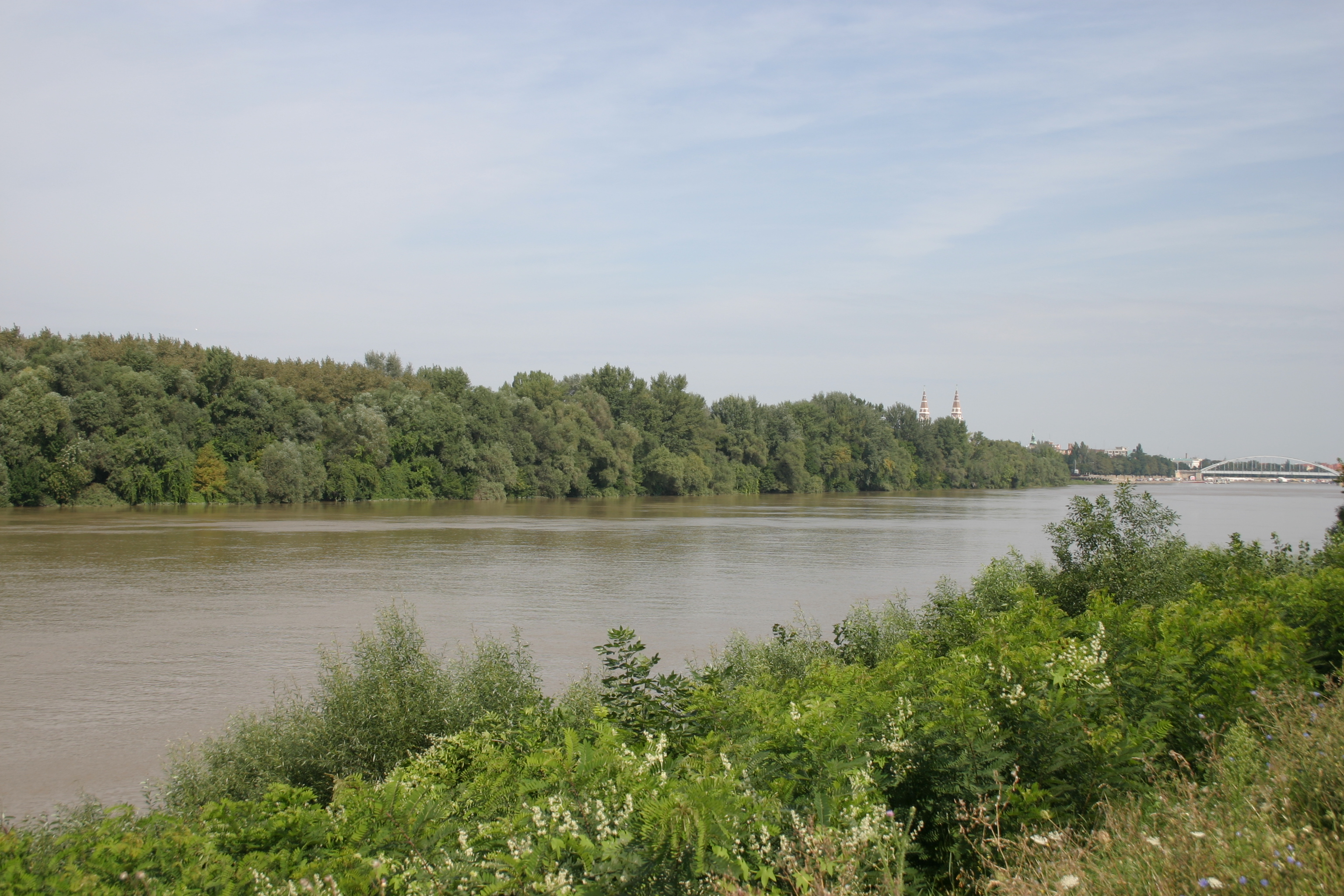
A Boszorkány-sziget (csak névleg sziget, valójában ártéri terület)
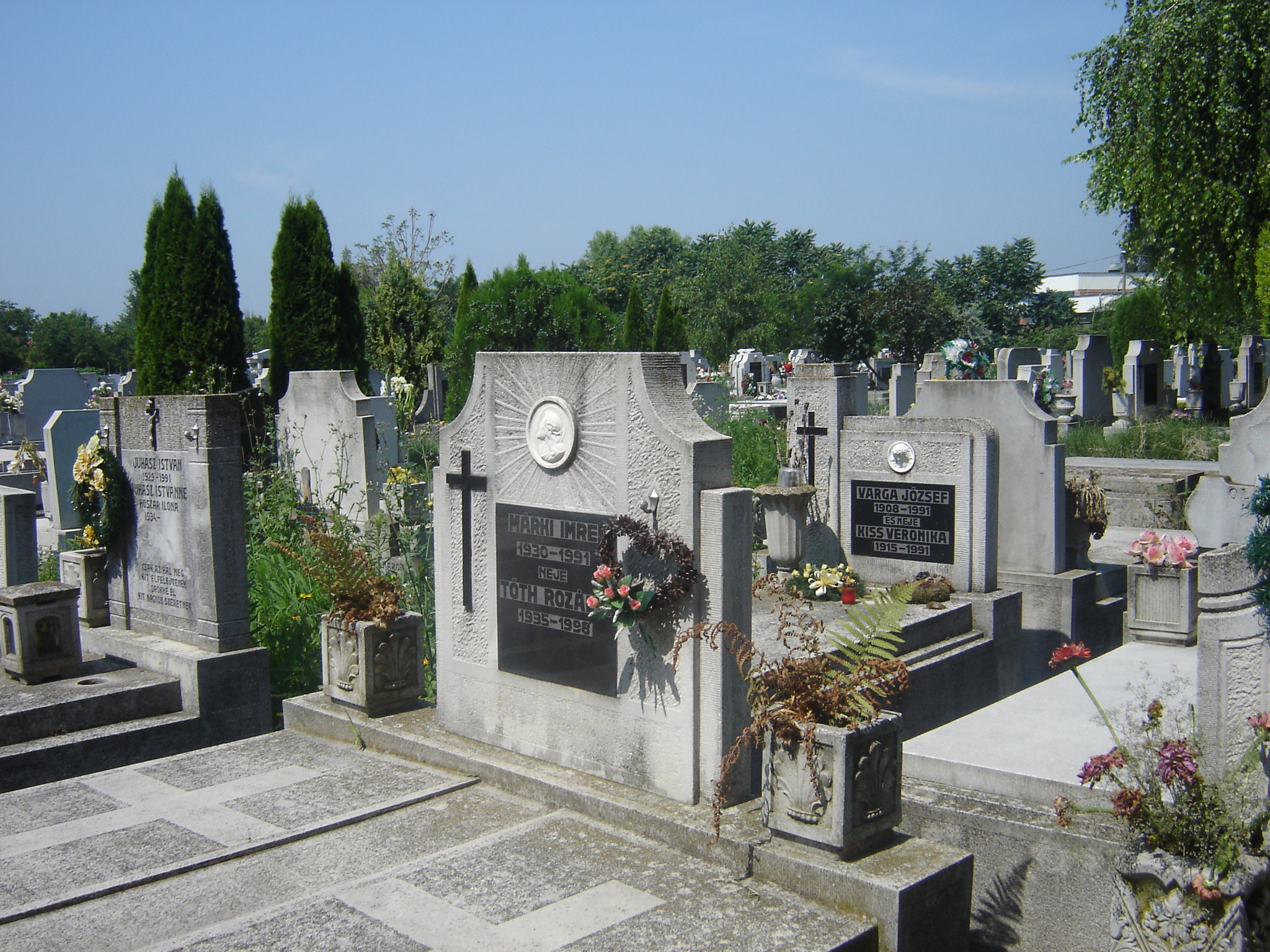
Az alsóvárosi temető
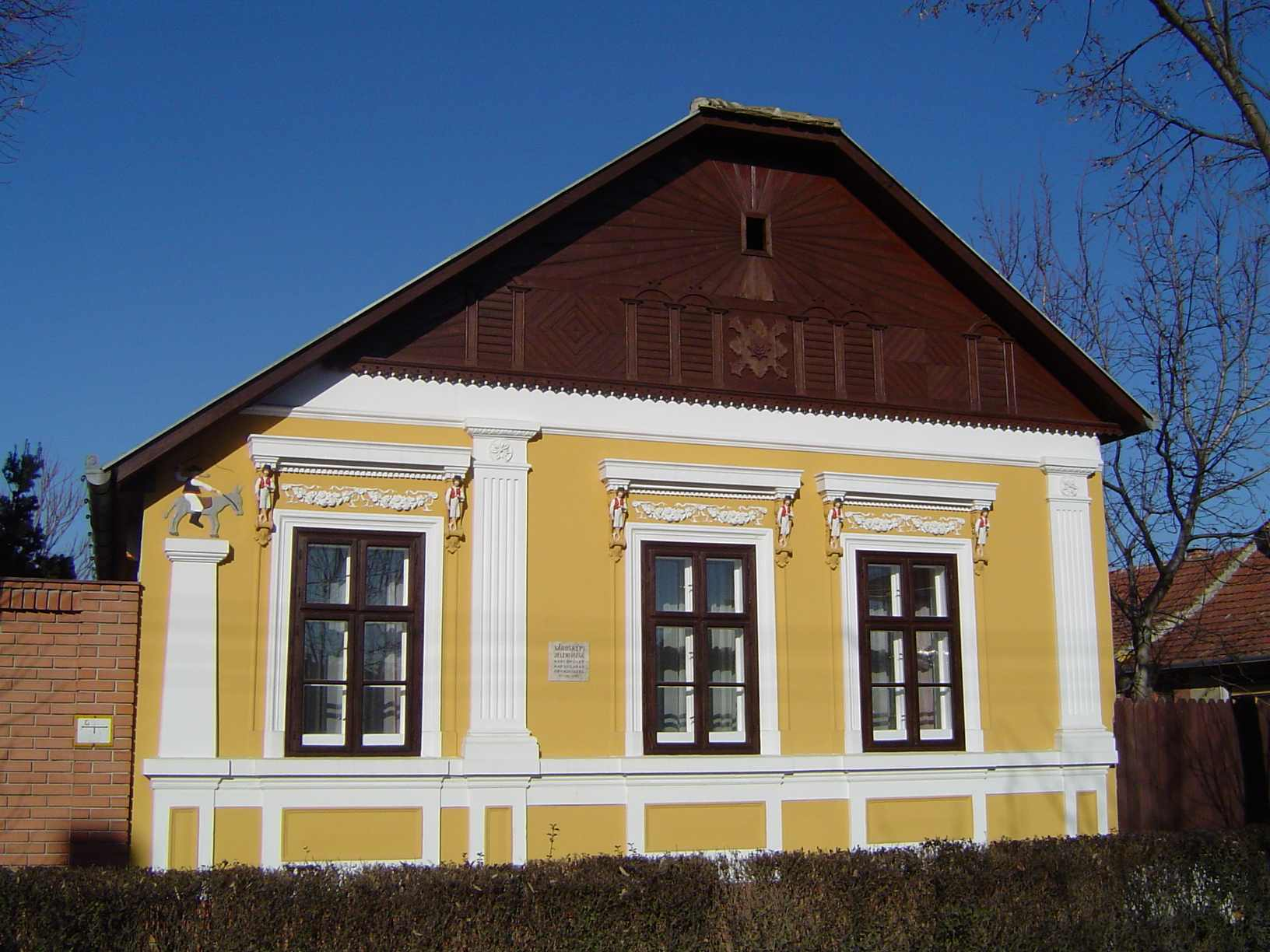
Alsóvárosi napsugaras ház
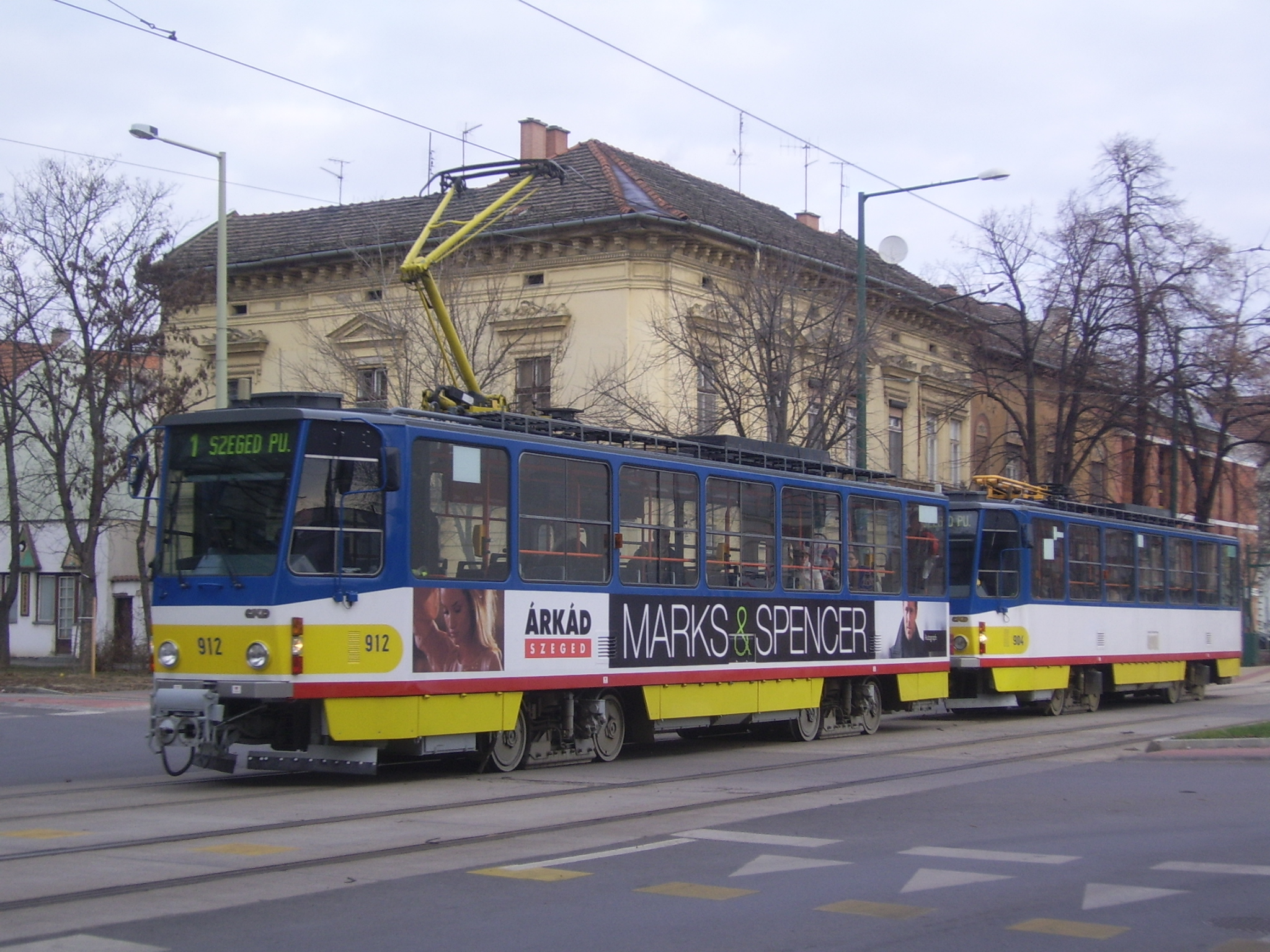
Villamos a Boldogasszony sugárúton

## Itt születtek
- Bálint Sándor (1904–1980) néprajztudós
- Zsigmond Vilmos (1930–2016) Oscar-díjas operatőr
- Kovács Júlia (1947–2021) Ferenczy Noémi-díjas üvegművész
- Csonka János (1852–1939) a magyar autógyártás úttörője, a Bánki-Csonka-féle karburátor és a Csonka-féle gáz- és petróleummotor megalkotója.[1]
- Kocsis Lajos (1947-2000) magyar olimpiai bajnok labdarúgó[2]